# 附属医院站
附属医院站（蒙古语：ᠬᠠᠷᠢᠶᠠᠲᠤ ᠡᠮᠨᠡᠯᠭᠡ ᠶᠢᠨ ᠬᠣᠷᠢᠶ᠎ᠠ）是呼和浩特地铁1号线的地铁车站，位于中华人民共和国内蒙古自治区呼和浩特市回民区新华西路街道与通道街街道交界新华西街与通道北路交叉口地下，2019年12月29日開通运营。

## 车站结构
附属医院站位于新华西街与通道北路交叉口，沿新华西街东西向布置，长220米，宽19.7米，为地下两层岛式车站。
| 地面              | 出入口 | A-D出入口 |
| 地下一层          | 站厅   | 客服中心、自动售票机、验票机                                                                                                |
| 地下二层          | 站台层 | \| \| \| █ 1号线往伊利健康谷（乌兰夫纪念馆） \| \| 島式 · 開左邊车门 \| \| \| \| \| \| █ 1号线往坝堰（机场）（新华广场） \| |
|                   |        | █ 1号线往伊利健康谷（乌兰夫纪念馆）                                                                                         |
| 島式 · 開左邊车门 |        | |
|                   |        | █ 1号线往坝堰（机场）（新华广场）                                                                                           |

## 车站出口
附属医院站共设5个出口，各出口及周围设施如下所示：
| 出口编号                              | 照片 | 地点             | 可到达目的地           |
| ------------------------------------- | ---- | ---------------- | ---------------------- |
| A · 1 · 出口 · 上海地铁无障碍电梯标志 |      | 新华西街（北侧） | 内蒙古医科大学附属医院 |
| A · 2 · 出口                          |      | 新华西街（北侧） | 内蒙古医科大学         |
| B出口 · 出口                          |      | 新华西街（南侧） | 内蒙古自治区体育局     |
| C出口 · 出口                          |      | 新华西街（南侧） | 同心公园               |
| D出口 · 出口                          |      | 新华西街（北侧） | 内蒙古民族歌舞剧院     |
| 注： 设有                             |      |                  |                        |

## 接驳交通

### 公交车
- 医科大学：5路、24路、57路、70路、93路、303路、K1路、夜间4号线
- 医科大学附属医院：4路、8路、59路、81路、102路

## 历史
- 2019年12月29日，本站随1号线通车一同开通[1]。